# Kungariket Grekland
Kungariket Grekland (grekiska: Βασίλειον τῆς Ἑλλάδος, Vasíleion tīs Elládos) var en stat som bildades 1832 genom London-protokollen, undertecknade av stormakterna Storbritannien, Frankrike och Tsarryssland. Staten blev internationellt erkänd genom Konstantinopeltraktaten där det tillförsäkrades full självständighet från Osmanska riket. Staten härstammade från den så kallade första grekiska republiken, som var namnet på den provisoriska regeringen under det grekiska självständighetskriget och varade fram till 1924, då monarkin avskaffades, men återupptogs 1935 och varade då fram till 1974, då det avskaffades i kölvattnet av den grekiska militärjuntans sammanbrott.

## Huset Wittelsbach

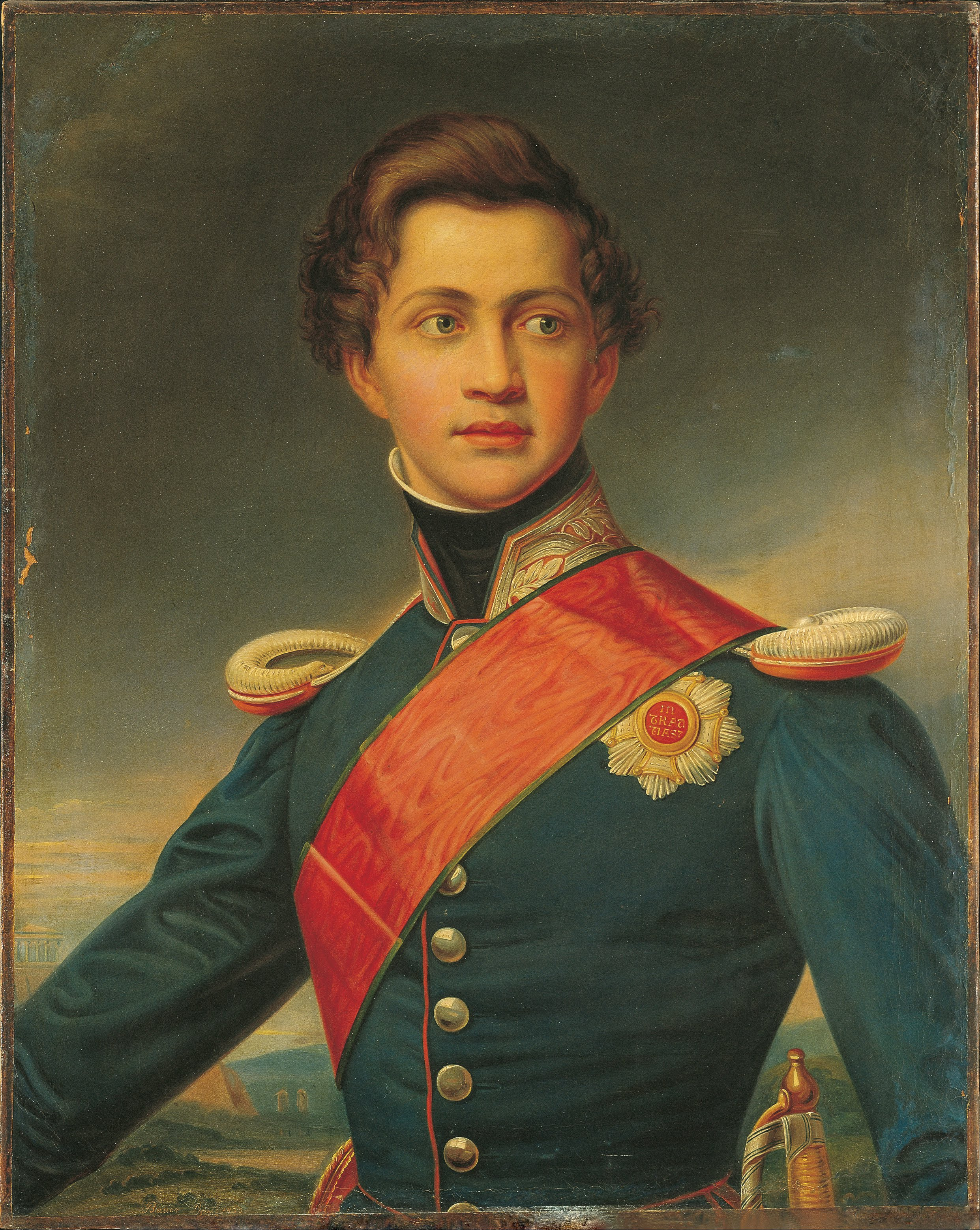
Otto I, den förste grekiske kungen i modern tid

Grekerna gjorde uppror mot det osmanska riket 1821, och stridigheterna varade ända fram till 1829. Sedan 1828 hade grekerna letts av greve Ioannis Kapodistrias, men efter att han dräpts 1831 stod landet på randen till inbördeskrig. Stormakterna intervenerade för att undvika detta och för att bilda ett grekiskt kungarike. Vid Londonkonferensen 1832 erbjöd stormakterna Storbritannien, Frankrike och Tsarryssland till den 17 år gamle bayerske prins Otto från det regerande huset Wittelsbach och han blev den första grekiske kungen i moderne tid. Han var emellertid fortfarande minderårig då han kom till landet, och en förmyndarregering styrde i hans namn fram till 1835. Då inledde Otto en period med absolut monarki varunder han utnämnde huvudsakligen en bayersk rådgivare som den mest centrala medarbetaren.

## 3 september-revolutionen
År 1843 hade det folkliga motståndet och missnöjet med Ottos ”bayerokrati” blivit så stort att kravet på en egen konstitution begynte att göra sig gällande på allvar. Till en början avvisade Otto kravet på en konstitution, men så snart tyska trupper drivits ut ur landet, genomfördes en militärkupp. Den 3 september 1843 samlades infanteriet, lett av överste Dimitrios Kallergis och den respekterade kaptenen Ioannis Makriyannis, på platsen framför det kungliga residenset i Aten och vägrade dra sig tillbaka innan kungen hade lovat att landet skulle få en konstitution som säkrade bara greker i landets styrelse, att det upprättades en nationalförsamling, och att Otto personligen skulle tacka ledarna for upproret. Otto gav efter för det folkliga trycket och gick med på kraven.

## Huset Glücksburg

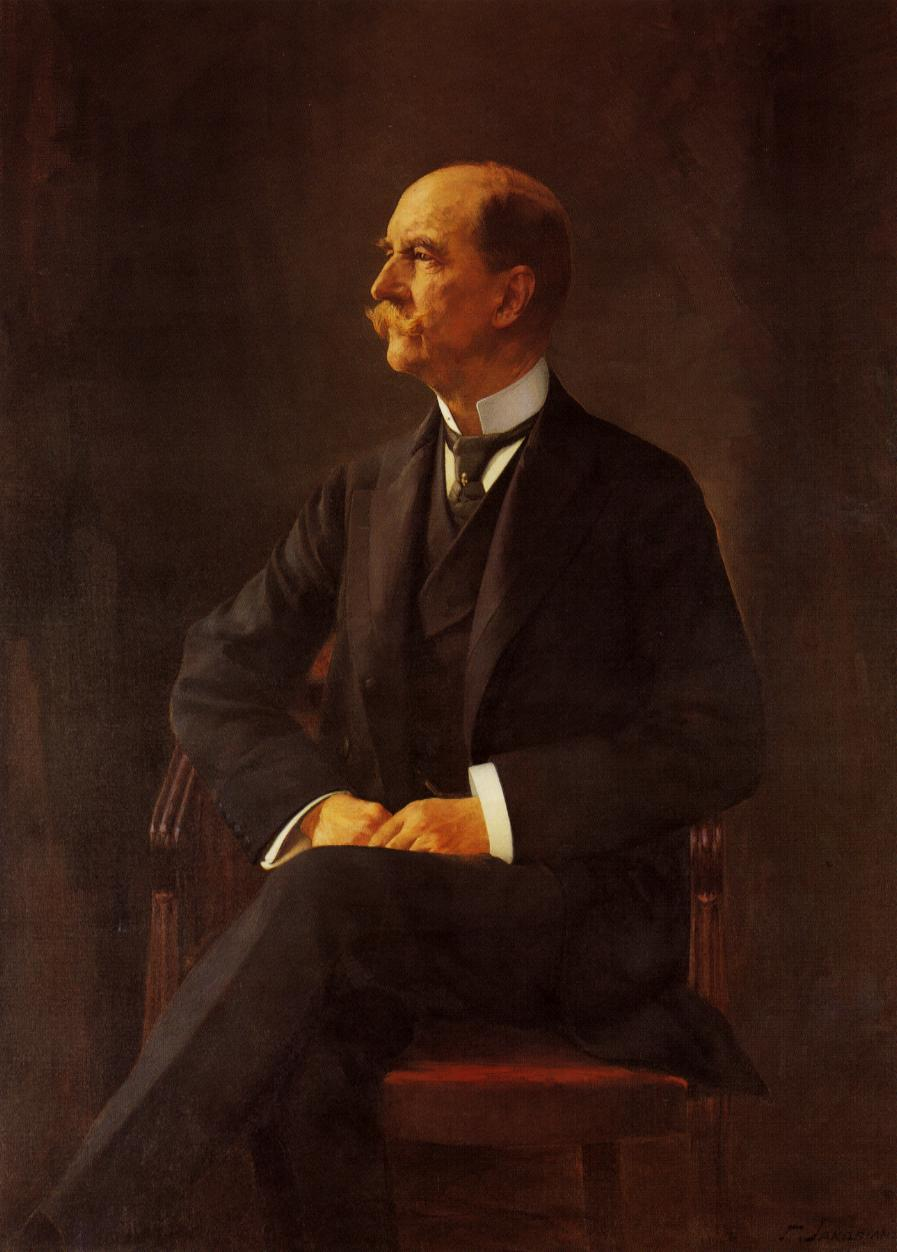
Georg I

Efter att kung Otto blivit avsatt efter ett nytt uppror i 1862, valdes den 17 år gamle prins Vilhelm av Danmark till tronen som en konstitutionell monark med namnet Georg I. Han satt på tronen i 50 år, och hans period blir bland annat ihågkommen för den territoriella expansionen (bland annat avstod Storbritannien Joniska öarna på hans inrådan), den ekonomiska framgången och att det parti som fick flest röster skulle bilda regering, och icke den kungen önskade. Trots det var kung Georg I ganska aktiv politisk, och mördades i Thessaloniki 1913, efter att området just överförts till Grekland som ett resultat av första Balkankriget.
Kung Georg I efterträddes av sin son Konstantin I som hade utmärkt sig militärt. Han var utbildad i Tyskland och var gift med Sofia av Preussen, den tyske kejsarens dotter. Konstantin uppfattades som protysk, i opposition till Eleftherios Venizelos stöd till Trippelententen. Kungen arbetade intensivt för att Grekland skulle vara neutralt under första världskriget. Ententen stödde Eleftherios Venizelos och efter en period känd som den nationella schismen där det bildades separata regeringar i Aten och Thessaloniki, gick Grekland in i Trippelententen och kung Konstantin tvingades att abdikera till förmån för sin son Alexander 1917. Grekland belönades för att ha stött segerherrarna med landområden i Mindre Asien, bland andra Smyrna. Kung Alexander dog emellertid 1920 av ett apbett och fadern fick återkomma som kung. Efter det katastrofala nederlaget i grek-turkiska kriget (1919–1922), måste kung Konstantin ännu en gång överge tronen och han dog i exil på Sicilien.
Kung Konstantin efterträddes denna gång av sin äldste son kung Georg II, som förlorade landet 1924 då den andra grekiska republiken utropades. 1935 avskaffade en militärkupp ledd av general Georgios Kondylis republiken och genomförde samma år en folkomröstning som återinförde konungadömet. Kung Georg II återvände där han aktivt stödde diktaturen under general Ioannis Metaxas. Under den tyska invasionen av Grekland under andra världskriget 1941, flydde han tillsammans med regeringen till Egypten. Han återvände till Grekland i 1946 och satt på tronen fram till sin död året efter.
Kung Georg efterträddes av den sista av bröderna, kung Paul som satt på tronen under resten av det grekiska inbördeskriget och fram till sin död 1964. Hans son kung Konstantin II blev kung och var det fram till han tvingades gå i exil efter att ha stått för en misslyckad motkupp mot militärjuntan i december 1967. Juntan satte in ett annat statsöverhuvud, och genomförde en kontrollerad folkomröstning 1973 som ledde till avskaffandet av monarkin. Georgios Papadopoulos installerades den 1 juni 1973 som den tredje grekiska republiken förste president.
Eftersom det hystes tvivel om folkomröstningen som hölls under juntatiden, genomfördes i december ny folkomröstning om monarkin, vari 69 procent av väljarna röstade för att avskaffa den.

## Kungar av Grekland
Datum visar tiden på tronen. 
- Kung Otto – 6 februari 1833–23 oktober 1862
- Kung Georg I – 30 mars 1863–18 mars 1913
- Kung Konstantin I – 18 mars 1913–11 juni 1917 och 19 december 1920–27 september 1922
- Kung Alexander I – 11 juni 1917–25 oktober 1920
- Kung Georg II – 27 september 1922–25 mars 1924 och 3 november 1935–1 april 1947
- Kung Paul – 1 april 1947–6 mars 1964
- Kung Konstantin II – 6 mars 1964–1 juni 1973

Den kungliga flaggan, motsvarande statsflaggan, men med mer detaljerad krona och kant.
Kungarikets örlogsflagga